# Radio Music Society
| Recensione | Giudizio |
| ---------- | -------- |
| AllMusic   |          |

Radio Music Society è il quarto album in studio della cantante e bassista statunitense Esperanza Spalding, pubblicato nel marzo 2012.

## Descrizione
Il disco nel 2013 ha vinto il Grammy Awards 2013 al miglior album jazz vocale. Inoltre il brano City of Roses è stato riconosciuto con il premio per il miglior arrangiamento strumentale accompagnato.

## Tracce
Testi e musiche di Esperanza Spalding eccetto dove indicato.
1. Radio Song – 6:32
2. Cinnamon Tree – 5:36
3. Crowned & Kissed (Spalding/Algebra Blessett) – 4:35
4. Land of the Free – 1:54
5. Black Gold (feat. Algebra Blessett & Lionel Loueke) – 5:17
6. I Can't Help It (feat. Joe Lovano) (Susaye Brown Greene/Stevie Wonder) – 4:42
7. Hold On Me – 3:40
8. Vague Suspicions – 5:51
9. Endangered Species (feat. Lalah Hathaway) (Spalding/Wayne Shorter/Joseph Vitarelli) – 6:38
10. Let Her – 4:21
11. City of Roses – 4:35
12. Smile Like That – 4:18
13. Jazz Ain't Nothin But Soul (feat. Joe Lovano) (Norman Mapp) – 3:37

Durata totale: 61:36

## Classifiche
| Classifica (2012) | Posizione raggiunta |
| ----------------- | ------------------- |
| Stati Uniti       | 10                  |
| Francia           | 54                  |
| Giappone          | 39                  |
| Norvegia          | 33                  |
| Spagna            | 91                  |
| Svizzera          | 75                  |

## Riconoscimenti
- 2013 - Grammy Award
  - Miglior album jazz vocale[2]
  - Miglior arrangiamento strumentale accompagnato al brano City of Roses[2]